# Gichin Funakoshi
Gichin Funakoshi (船越 義珍 Funakoshi Gichin; Shuri, 10 novembre 1868 – Tōkyō, 26 aprile 1957) è stato un karateka e maestro di karate giapponese.
Fu tra i più conosciuti e apprezzati maestri di arti marziali; fu il fondatore dello stile Shotokan e allievo del maestro Ankō Asato.

## Biografia
Gichin Funakoshi cominciò la sua carriera di karateka, sotto la guida di uno dei più illustri maestri del tempo: Ankō Asato. La sua passione per il karate cominciò quando da piccolo, verso i 12 anni, andava spesso a giocare dal figlio più grande di Asato, e si stupì delle tecniche che il padre eseguiva in giardino. L'allenamento con il maestro era sempre durissimo e molto spesso si svolgeva di notte, al solo chiarore di una lanterna. Qui Asato insegnò a Funakoshi tutti i segreti del karate con grande rigidità. I primi tempi Funakoshi doveva eseguire centinaia di volte il singolo kata o la singola tecnica, al fine di raggiungerne la perfezione. Funakoshi imparò numerosi kata da Kenwa Mabuni e mandò lo stesso figlio Gigō a studiare dal fondatore dello Shito-Ryu.
Funakoshi era molto legato alle tradizioni tanto che, malgrado la situazione economica della famiglia, rinunciò a studiare medicina piuttosto che tagliare il ciuffo che portava, così come previsto dalle regole d'ammissione dell'accademia. Cominciò così un lavoro da insegnante alla scuola di Okinawa, e continuò a farlo per oltre 30 anni.
Agli inizi del suo lavoro come insegnante, Funakoshi conobbe Anko Itosu, amico di Asato, che acconsentì ad insegnargli la pratica del karate, sempre sotto la guida di Asato. Le idee dei due maestri erano però piuttosto diverse, così come lo erano al tempo quelle di tutti gli altri maestri. Non esisteva infatti un sistema unificato di karate, e ognuno personalizzava lo stile in base alle proprie esigenze.
Nel 1921 il principe ereditario giapponese Hirohito, in viaggio verso l'Europa, decise di far visita al piccolo distretto di Okinawa. Qui, durante la festa tenutasi per lui, incontrò Funakoshi che eseguì delle tecniche dimostrative. L'anno dopo, a Kyōto, durante un'esposizione di arti marziali ed educazione fisica, Funakoshi fu mandato per rappresentare l'isola. Incontrò Kanō Jigorō che lo invitò a tenere una dimostrazione nel suo dojo a Tokyo. Kano fu entusiasta dello stile mostratogli da Funakoshi, e rivestendo un'importante carica all'interno del ministero dell'educazione, lo invitò a rimanere per divulgare la sua arte. Funakoshi decise quindi di rimanere a Tokyo per divulgare il karate.
I primi tempi risiedette in una piccola camera e fece il portinaio all'interno dello stesso palazzo. Il palazzo in questione era in realtà un pensionato per studenti, e quindi le possibilità di trovare allievi erano molte di più. Non riuscendo a vivere esclusivamente con lo stipendio di base, decise di chiedere in prestito una sala del palazzo inutilizzata e cominciare così i primi corsi di karate. All'inizio gli studenti erano molto pochi, ma nel giro di 2-3 anni il numero aumentò considerevolmente, e si cominciarono a creare molti club di karate, soprattutto fra le università. Nacque così il dojo Shotokan, costruito a Okinawa, che significa "la casa nel fruscio della pineta": Shoto era infatti uno pseudonimo usato da Funakoshi quando, da giovane, scriveva poesie. Il dojo verrà distrutto nel corso della seconda guerra mondiale, e molti allievi moriranno. Nel dopoguerra però, alcuni degli allievi sopravvissuti tornarono e ricostruirono il dojo, così che Funakoshi potesse ricominciare a insegnare. In quegli anni Funakoshi scrisse molti libri sulla filosofia del karate, ma il suo libro più importante sarà Karate jutsu. Dopo la morte della moglie, tornò a Tokyo all'età di 81 anni e scoprì che molti suoi allievi lo aspettavano per conferirgli la carica di presidente della Japan Karate Association: era il 1949. Agli inizi del 1951 però cominciarono a nascere le prime divergenze di opinioni all'interno della federazione e alcuni maestri la lasciarono. Il numero degli allievi continuò comunque ad aumentare. Gichin Funakoshi morì nell'aprile del 1957, all'età di 88 anni; sulla sua tomba fu scritto: "Il Karate non conosce primo attacco" (karate ni sente nashi).